# Anya's Bell
Anya's Bell (Brasil: O Sino de Anya ) é um telefilme estadunidense de 1999, do gênero drama, dirigido por Tom McLoughlin para a CBS.

## Sinopse
Em 1949, Anya é uma mulher cega que sempre foi cuidada pela sua mãe e lida com a solidão colecionando sinos. Um dia sua mãe morre, e ela faz amizade com Scott Rhymes, um entregador de 12 anos disléxico.

## Elenco
- Della Reese .... Anya Herpick
- Mason Gamble  .... Rhymes
- Kelly Rowan .... Jeanne Rhymes
- Tom Cavanagh .... Patrick Birmingham